# Tadjik
El tadjik (en tadjik Тоҷикӣ) és una forma estandarditzada del persa que és llengua oficial al Tadjikistan. Fa servir l'alfabet ciríl·lic, a diferència dels estàndards de persa emprats a l'Iran (farsi) i a l'Afganistan (dari), que s'escriuen utilitzant l'alfabet persa, una variant de l'alfabet àrab. Es parla principalment a Tajikistan, però també en algunes zones d'Uzbekistan, Afganistan i Xinjiang (Xina).